# Szablodziób (zwyczajny)
Szablodziób (zwyczajny) (Recurvirostra avosetta) – gatunek średniej wielkości ptaka brodzącego z rodziny szczudłonogów (Recurvirostridae). Zamieszkuje Eurazję i Afrykę. Nie jest zagrożony wyginięciem. Nie wyróżnia się podgatunków.

## Zasięg występowania
Zamieszkuje wybrzeża Europy, północnej Afryki, wschodnią i południową Afrykę oraz południową, środkową i wschodnią Azję. W zachodniej, południowej i środkowej Europie gnieździ się wyspowo, a od Morza Czarnego do środkowych Chin zasięg jest bardziej zwarty. W południowych obszarach występowania to ptak osiadły lub koczujący, natomiast populacje północne odlatują na zimę na wybrzeża atlantyckie, Morze Śródziemne, a nawet dolatują do równika.
W Polsce bardzo nielicznie pojawia się na przelotach. Wyjątkowo zdarzają się lęgi – od lat 90. XX wieku do roku 2003 stwierdzono 4 takie przypadki. Wśród nich drugim, a jedynym w Polsce południowej, był udany lęg na Jeziorze Goczałkowickim w roku 2002. W 2020 roku odnotowano i chroniono przez członków leszczyńskiej grupy OTOP 2 pary z lęgami (pierwsza para – 3 jaja i 2 młode, druga para – 4 jaja i 4 młode). Lęgi szablodzioba miały miejsce na niewielkim Zbiorniku Rydzyna. W 2022 na jednej ze sztucznych wysp powstałych podczas pogłębiania toru wodnego na Zalewie Szczecińskim zaobserwowano gniazdowanie licznej jak na polskie warunki grupy 14 par szablodziobów, rok później ilość ta wzrosła do 25 par.

## Charakterystyka
Wygląd zewnętrznyWystępuje nieznaczny dymorfizm płciowy. Samiec ma ubarwienie biało-czarne. Wierzch głowy, kark oraz pasy na grzbiecie i skrzydłach są czarne, a reszta ciała biała. Czarny, cienki dziób zagięty w górę i zwężony na końcu. Nogi niebieskoszare, długie, między palcami niewielkie błony pławne. Samica i młode zamiast barwy czarnej mają ciemnobrązową, a wśród białych piór znajdują się też żółte lub szarożółte. W locie widać całkowicie biały brzuch, grzbiet w białe i czarne pasy oraz nogi wystające za ogon.
Rozmiarydługość ciała 42–45 cm, rozpiętość skrzydeł 77–80 cm
Masa ciała195–397 g
Głos i zachowanieGłos szablodzioba przypomina głośne i gwiżdżące „klu yit”, a w zaniepokojeniu wydaje okrzyk „kit kit kit”.

## Środowisko
Otwarte, płaskie, płytkie wybrzeża słonych jezior i mórz, błotniste lub piaszczyste brzegi stawów oraz ujścia rzeczne. Najliczniejszy nad jeziorami pasa stepów, nawet wewnątrz lądu. Preferuje suche i ciepłe obszary.

## Pożywienie
Pokarm zwierzęcy składający się z drobnych skorupiaków, mięczaków, narybku i owadów oraz nasiona roślin wodnych. Pożywienie zdobywa brodząc w wodzie lub pływając, przez zanurzanie lekko otwartego dzioba ruchem wahadłowym. Przesuwa go przez osady lekkiej materii, wyłapując larwy ochotek, robaków itp. W przeciwieństwie do pozostałych siewek potrafi dobrze pływać, więc żerować może na głębszej wodzie.

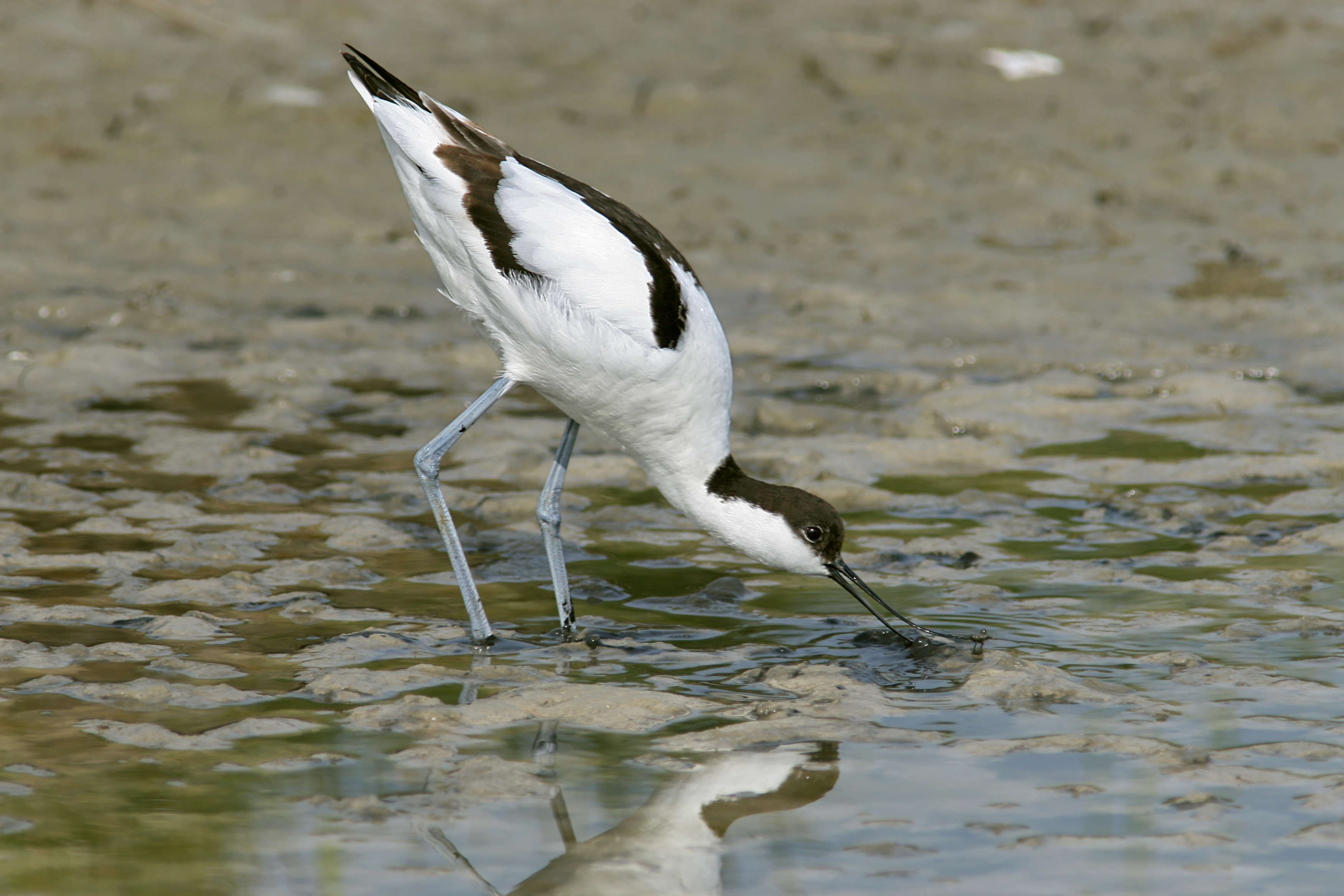
Dorosły osobnik w czasie żerowania
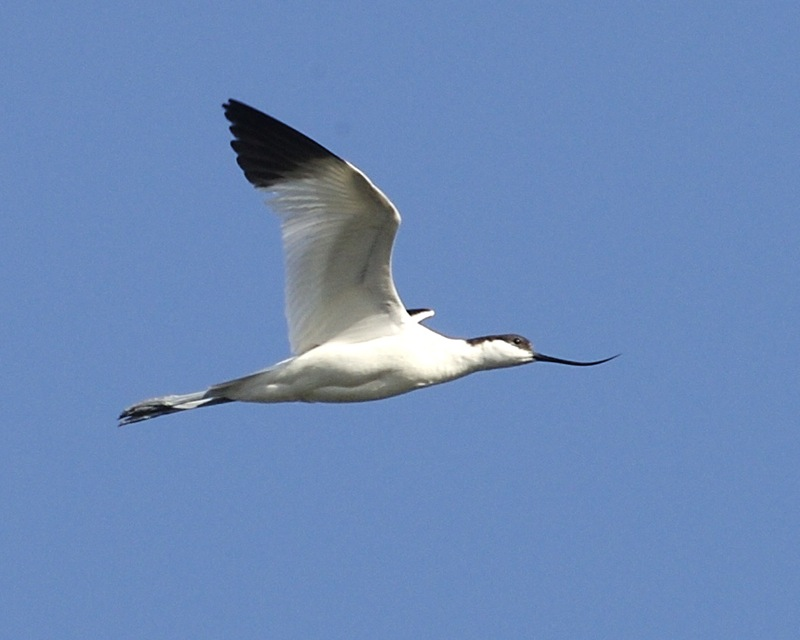
W locie
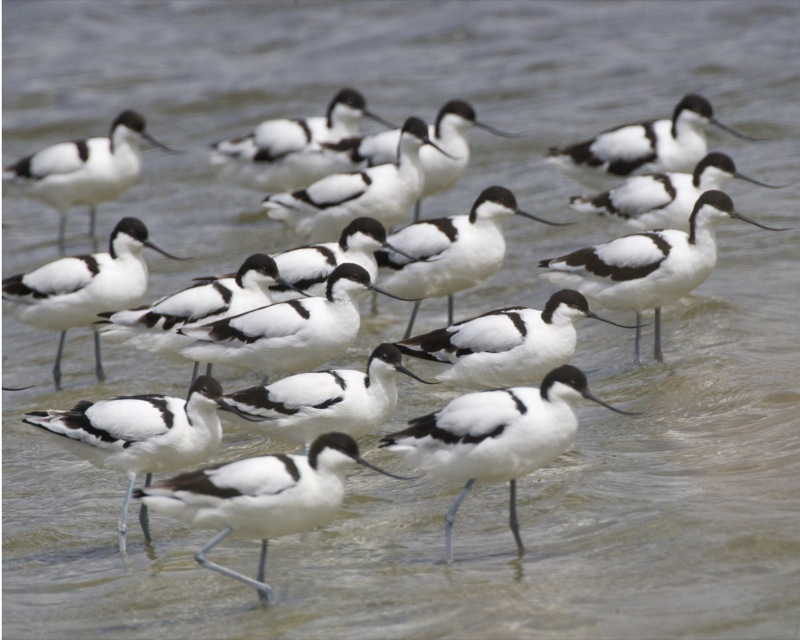
Stado szablodziobów

## Rozród

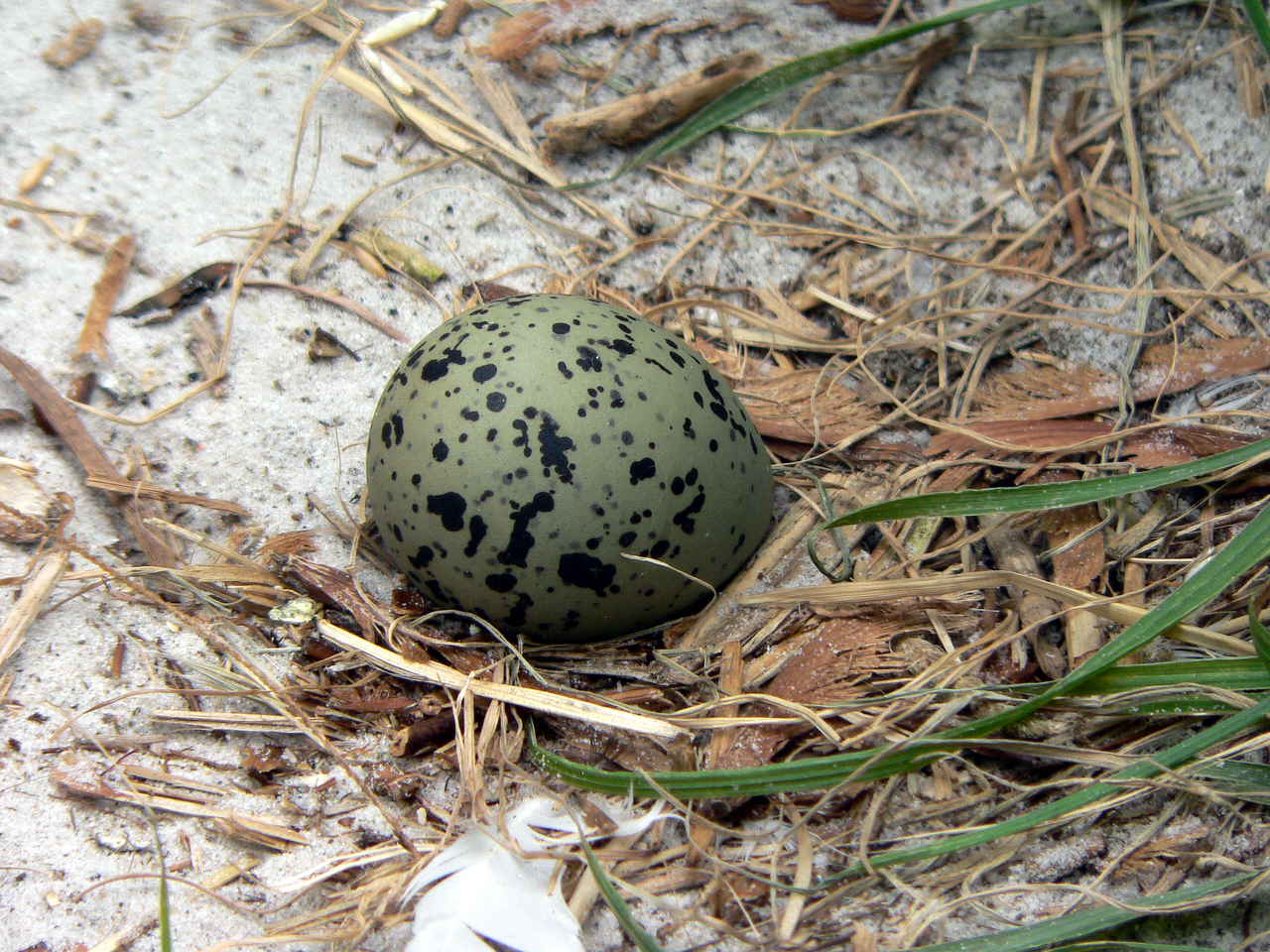
Jajo

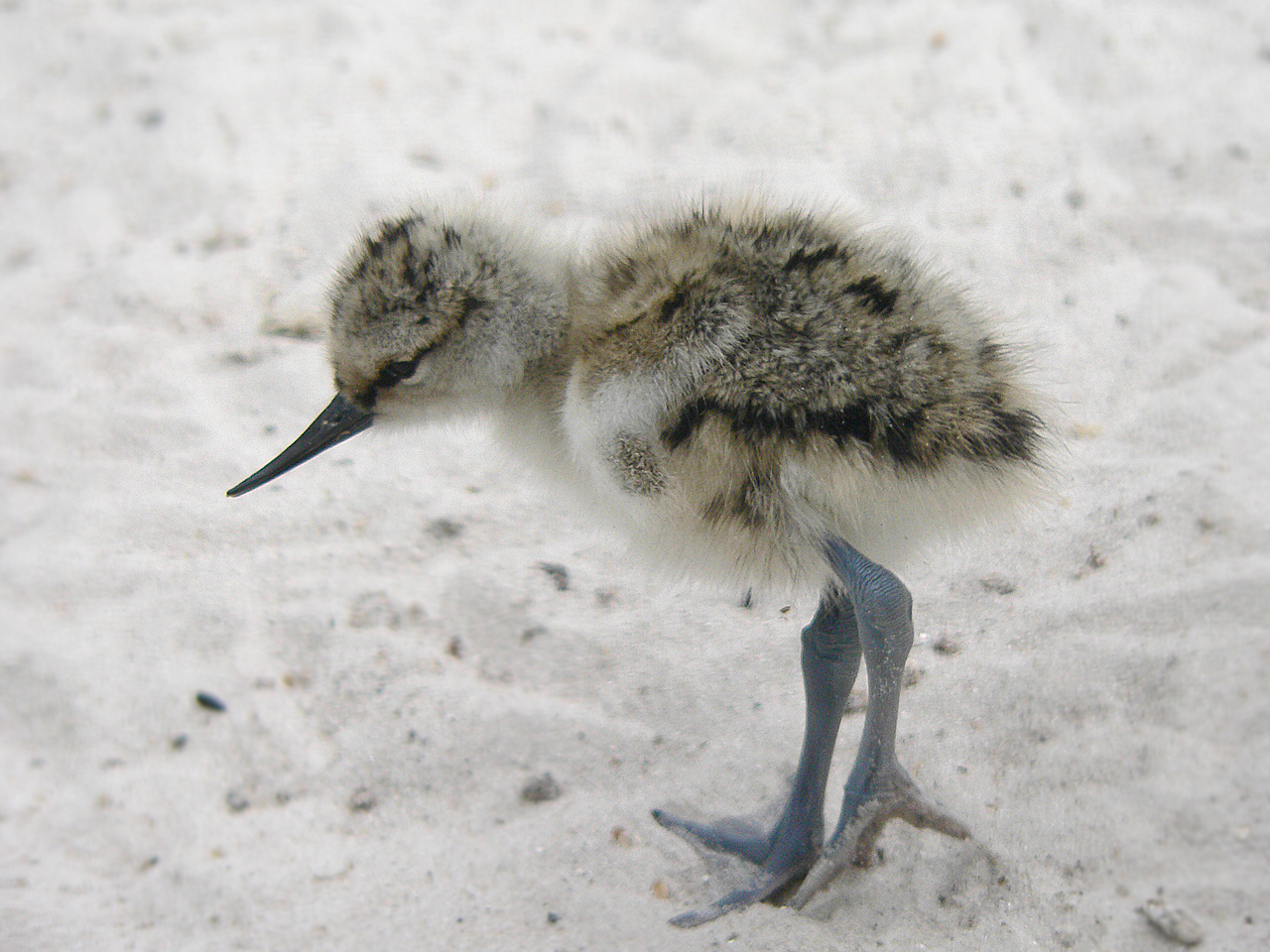
Pisklę

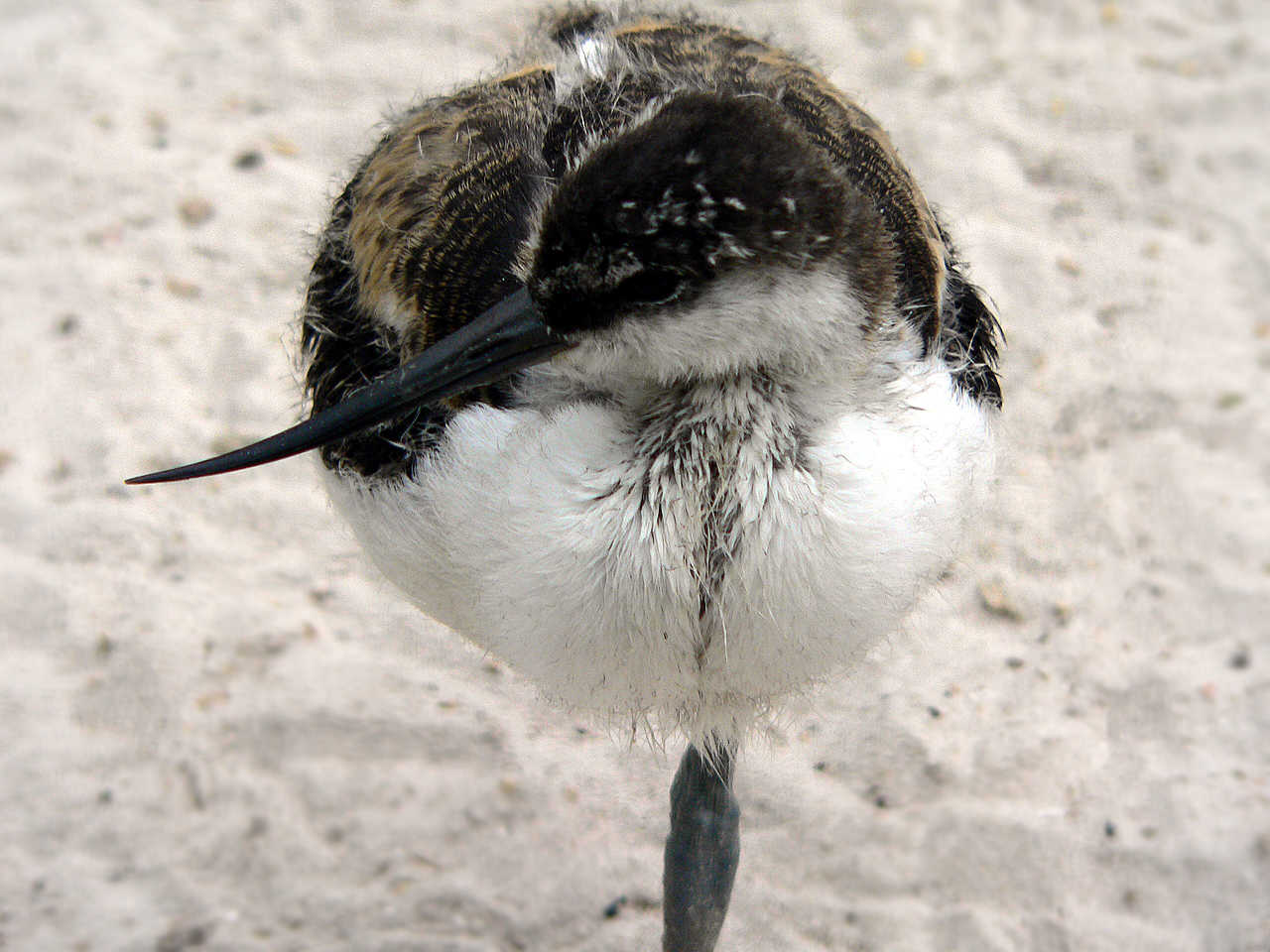
Osobnik młodociany

### Okres godowy
TokiSzablodzioby wracają na lęgowiska od marca do końca maja. Wiele z nich łączy się w pary już wcześniej. Grupowe toki i gody szablodziobów to skomplikowane rytuały, odbywające się z reguły w płytkiej wodzie, zwykle w miejscach żerowania. Ustawiają się w koło, głaszczą dziobami ziemię, tupią nogami i krzyczą w podnieceniu. Samiec obrzędowo czyści sobie pióra, samiczka zaś kłania się i wyciąga szyję, tak że jej głowa znajduje się nad powierzchnią wody. Samiec brodzi w wodzie w jej pobliżu i zbliża się powoli dotykając jej ogona. Potem rozkłada skrzydła i następuje parzenie. Później oba ptaki biegną obok siebie po wodzie kilka metrów.
GniazdoGniazda znajdują się na błotnistych wyspach. Tworzą kolonie. Każda para wytycza terytorium, którego agresywnie broni przed każdym intruzem. Rewir musi znajdować się w pobliżu miejsc, na których pisklęta będą mogły szukać pożywienia. Najczęstszymi miejscami na gniazda bywają gęste trawy i piaszczyste wydmy. Ponieważ takich miejsc jest niewiele, kolonie lęgowe szablodziobów są gęsto zasiedlone. Graniczą bezpośrednio z wodą, są w szlamie, piasku lub niskiej trawie. Samo gniazdo to najczęściej dziura wygrzebana w mule lub piasku, czasem wysłana źdźbłami, zbutwiałymi roślinami i muszlami małży. Gdy otoczenie jest bardzo wilgotne, znajduje się na dużej stercie materiałów roślinnych. W wygrzebywaniu płytkiego dołka, tworzącego podstawę przyszłego gniazda, oraz wyściełaniu go uczestniczą oboje partnerzy.

### Okres lęgowy
JajaWyprowadza jeden lęg w roku. Samica składa brązowożółte lub brązowooliwkowe jaja w ciemne kropki w liczbie 2 do 7 (zazwyczaj 4).
WysiadywanieRodzice wysiadują jaja na zmianę przez 23–25 dni. Samej zamianie w wysiadywaniu jaj towarzyszy specjalny ceremoniał. Partner, który ma wysiadywać jaja, robi wokół gniazda kilka okrążeń i rzuca w wysiadującego ptaka kawałki trzcin i muszle. Gdy ten zejdzie, przed położeniem się na jajach nowy zmiennik obraca wszystkie dziobem.
PisklętaPisklęta wkrótce po wykluciu są dość samodzielne i mogą same wyruszać na żer. Kierują się na tereny o wyższej roślinności, gdzie w razie pojawienia się zagrożenia łatwo mogą się ukryć. W puchu są na grzbiecie żółtobrązowe z czarnymi pasami i pręgami, a brzuch mają białawy. Ich dzioby są jeszcze proste lub tylko lekko zakrzywione. Jedno z rodziców prowadzi potomstwo do wody, nawołując je przez cały czas. Młode umieją latać w wieku 35–42 dni, ale jeszcze do około 6 tygodni są zależne od rodziców. Odlatują na zimowiska od sierpnia do października.

## Status i ochrona
Międzynarodowa Unia Ochrony Przyrody (IUCN) uznaje szablodzioba za gatunek najmniejszej troski (LC – Least Concern) nieprzerwanie od 1988 roku. Liczebność światowej populacji, według szacunków organizacji Wetlands International z 2015 roku, mieści się w przedziale 280–470 tysięcy osobników. Ogólny trend liczebności populacji nie jest znany.
Na terenie Polski gatunek ten jest objęty ścisłą ochroną gatunkową.